# قناة أزهري الفضائية
قناة أزهري الفضائية قناة فضائية أطلقها رجل الأعمال الليبي حسن طاطاناكي في رمضان 1430 هـ 2009. وهي قناة إسلامية خاصة تهدف إلى نشر رسالة الأزهر إلى أكثر من مليار مسلم. والقناة في مجملها باللغة العربية كبرامج لشيخ الأزهر السابق د.محمد سيد طنطاوي والباقي باللغتين الإنجليزية والفرنسية ثم بعد ذلك باللغات الأخرى. وتسعى القناة لتوسيع خططها بإطلاق صحيفة ومحطة إذاعية ومدونات وخدمات هاتف محمول عام 2010.
بينما بارك الأزهر القناة وإن كان نفى إشرافه المباشر عليها في بيان أصدره مجمع البحوث الإسلامية بتاريخ 11 يونيو 2009 م: «مجمع البحوث الإسلامية يرحب بكل جهد إعلامي يبذل من أجل خدمة الإسلام والمسلمين. ويؤكد الأزهر انه لا صلة له إطلاقا بأي قناة إعلامية من حيث التمويل والإدارة وإنه على استعداد للتعاون مع كل وسائل الإعلام بالنصح والتوجيه في كل ما من شأنه خير الإسلام والمسلمين»

## العاملين
رئيس مجلس الإدارة الحالي لقناة أزهري هو هاشم قيسية والذي تولى إدارة القناة خلفًا للشيخ خالد الجندي - مؤسس مشروع القناة بالاشتراك مع رجلي الأعمال حسن طاطاناكي ود. يحي البستاني.
- وذلك كمشروع إعلامي إسلامي دعوي عالمي.
بجانب ذلك يشغل الإعلامي الشاب بلال رزق منصب المشرف العام على القناة والمدير التنفيذي
وقد آلت إدارة القناة إلى هاشم قيسية بعد حصوله على حكم قضائي من أحد المحاكم المصرية  - باعتباره صاحب أعلى نسبة أسهم بالقناة حيث يمتلك 40% من الأسهم في مقابل 10% للشيخ خالد الجندي.

## الوصول
تعتبر أزهري واحدة من القنوات الدينية القليلة التي تتبع منهج الإسلام الوسطي المعتدل وميزتها الأساسية هي في مرجعيتها العلمية الفقهية - بشكل أساسي - من الأزهر بما يشكل لها ثقلا علميا جذب إليها قطاعا من المشاهدين يبحث عن الفتوي الصحيحة المؤكدة من مصادرها الشرعية المؤصلة فقهيا من دون إفراط ولا تفريط

### التوافر
قناة أزهري متاحة في المنطقة العربية والإسلامية من خلال مختلف الأقمار الصناعية وشبكات الكابل.
من خلال القمر الصناعي نايل سات عبر تردد أفقي 11765
وسيتم إتاحة مشاهدة قناة أزهري على الإنترنت من موقع الويب الرسمي الخاص بها قريبا إن شاء الله.

## رد الأزهر
قال الشيخ أحمد الطيب شيخ الجامع الأزهر في مقابلة له مع جريدة الأهرام عند سؤاله: ألا تمثل قناة أزهري الأزهر؟
هي تستخدم اسم الأزهر في غفلة منه، وقد اعترضنا على ذلك لكن الإمام الراحل د.سيد طنطاوي قال: دعوها تحمل هذا الاسم لكنها لا تمثل الأزهر!
وعند سؤاله، وما الذي تأخذه على قناة أزهري؟
الشيخ: المسئول عنها ليس عالما أزهريا والقناة قائمة بأموال غير مصرية ومن هنا رفض مجمع البحوث الإسلامية أن تمثل هذه القناة الأزهر.

### البرامج
- برنامج أحسن القصص يقدمه الدكتور إبراهيم أمين
- برنامج قل صدق الله العظيم مع الدكتور محمد سليم
- برنامج عالم القرآن
- برنامج تحت العشرين
- برنامج رحيق العلماء
- برنامج كنوز وأسرار
- برنامج فتية آمنوا بربهم

## وصلات خارجية
- الموقع الرسمي